# ジェネラスコーポレーション
株式会社ジェネラスコーポレーション（Generas Corporation）は、かつて存在した日本の不動産会社である。

## 概要
- 所在：東京都中央区日本橋2-2-21
- 代表取締役社長（2005年時）：權藤義弘[1]

## 沿革
- マンション分譲など不動産事業、スーパー経営、ホテル・旅館経営など3事業を展開していた。
- 地方主体の「ジェネラス」「トーカン」ブランドのマンション分譲が柱であった。
- 1946年（昭和21年）7月、前身の武田興業として設立。翌年4月には東洋観光興業に会社名を変更。
- 1972年（昭和47年）、東カンと社名変更。
- 1976年（昭和51年）、地産ストアーと合併し「地産トーカン」に社名を変更した。
- 2001年（平成13年）3月、スーパー事業より撤退。
- 2002年（平成14年）3月、社名をマンションブランドにあわせ「ジェネラスコーポレーション」に変更を決議、8月1日に社名変更した。
- 2002年（平成14年）8月26日、株主の地産が会社更生法の適用を申請し、倒産。
- 下関の割烹旅館の春帆楼事業は2003年10月に分社された。（2004年9月にオリックス不動産に譲渡）
- 2004年（平成16年）4月、東京地裁に民事再生法の適用を申請。負債総額は233億円。2005年1月には債権者集会で会社の再生計画案が承認、認可された。
- 2004年（平成16年）9月、オリックス・リアルエステート（現：オリックス不動産）へビジネスホテル事業の営業権及び子会社「株式会社春帆楼」の株式を譲渡。
- 2009年（平成21年）2月、株主総会の決議で解散。